# Király-hegy (Sárospatak)
A sárospataki Király-hegy a Zempléni-hegységben, Sárospatak külterületén található hegy.

## Megközelítése
Megközelíthető Makkoshotyka felől, a Szilvás-kúti turistaháznál letérve a piros T jelzésű tanösvényre, vagy Sárospatak felől, a Bot-kői parkolónál leparkolva és szintén a piros T jelzésű tanösvényt használva. Mindkét oldalról kb. 3 km-es gyaloglással kell számítani.

## Leírása
Legmagasabb pontja 313,2 m. A hegy gerincén lévő felhagyott hidrokvarcitbánya a 19. század második felében Európa-szerte ismert malomkőbánya volt, a bányászattal okozott tájseb a 37-es útról is jól látható. A Király-hegy kőzete erősen kovásodott, miocén korú megyer-hegyi riolit ártufa, a hegy gerincét azonban több méter vastagságú hidrokvarcit képezi, mely a kiváló minőségű malomkövek alapanyaga volt.